# Чемпионат мира по футболу 2002 (отборочный турнир, УЕФА, группа 7)
Группа 7 отборочного турнира зоны УЕФА к чемпионату мира 2002 года состояла из пяти команд: Испании, Австрии, Израиля, Боснии и Герцеговины и Лихтенштейна. Матчи в группе проходили со 2 сентября 2000 года по 27 октября 2001 года.
Сборная Испании выиграла группу, не проиграв ни одной встречи, и квалифицировалась на чемпионат мира. Второе место, дававшее право участвовать в стыковых матчах, оспаривалось в заключительном туре в противостоянии команд Израиля и Австрии. Последним для получения этого права достаточно было не проиграть, что в итоге и произошло.

## Итоговая таблица
| Итоговое положение | Итоговое положение   | Итоговое положение | Итоговое положение | Итоговое положение | Итоговое положение | Итоговое положение | Итоговое положение | Итоговое положение | Итоговое положение |  |              |              |              |                           |                   |  |   | Дома | Дома | Дома | Дома | Дома | Дома | Дома | В гостях | В гостях | В гостях | В гостях | В гостях | В гостях | В гостях |
| Место              | Команда              | И                  | В                  | Н                  | П                  | ГЗ                 | ГП                 | ГР                 | О                  |  | Флаг Испании | Флаг Австрии | Флаг Израиля | Флаг Боснии и Герцеговины | Флаг Лихтенштейна |  | И | В    | Н    | П    | ГЗ   | ГП   | О    | И    | В        | Н        | П        | ГЗ       | ГП       | О        |          |
| 1.                 | Испания              | 8                  | 6                  | 2                  | 0                  | 21                 | 4                  | +17                | 20                 |  | -            | 4:0          | 2:0          | 4:1                       | 5:0               |  | 4 | 4    | 0    | 0    | 15   | 1    | 12   | 4    | 2        | 2        | 0        | 6        | 3        | 8        |          |
| 2.                 | Австрия              | 8                  | 4                  | 3                  | 1                  | 10                 | 8                  | +2                 | 15                 |  | 1:1          | -            | 2:1          | 2:0                       | 2:0               |  | 4 | 3    | 1    | 0    | 7    | 2    | 10   | 4    | 1        | 2        | 1        | 3        | 6        | 5        |          |
| 3.                 | Израиль              | 8                  | 3                  | 3                  | 2                  | 11                 | 7                  | +4                 | 12                 |  | 1:1          | 1:1          | -            | 3:1                       | 2:0               |  | 4 | 2    | 2    | 0    | 7    | 3    | 8    | 4    | 1        | 1        | 2        | 4        | 4        | 4        |          |
| 4.                 | Босния и Герцеговина | 8                  | 2                  | 2                  | 4                  | 12                 | 12                 | 0                  | 8                  |  | 1:2          | 1:1          | 0:0          | -                         | 5:0               |  | 4 | 1    | 2    | 1    | 7    | 3    | 5    | 4    | 1        | 0        | 3        | 5        | 9        | 3        |          |
| 5.                 | Лихтенштейн          | 8                  | 0                  | 0                  | 8                  | 0                  | 23                 | -23                | 0                  |  | 0:2          | 0:1          | 0:3          | 0:3                       | -                 |  | 4 | 0    | 0    | 4    | 0    | 9    | 0    | 4    | 0        | 0        | 4        | 0        | 14       | 0        |          |

## Матчи
| Босния и Герцеговина | 1:2   | Испания                                 |
| -------------------- | ----- | --------------------------------------- |
| Элвир Балич 41′      | Отчёт | Херард Лопес 39′ · Хосеба Эчеберриа 72′ |

| Израиль                           | 2:0   | Лихтенштейн |
| --------------------------------- | ----- | ----------- |
| Алон Мизрахи 1′ · Пини Балили 80′ | Отчёт |             |

| Испания                               | 2:0   | Израиль |
| ------------------------------------- | ----- | ------- |
| Херард Лопес 20′ · Фернандо Йерро 54′ | Отчёт |         |

| Лихтенштейн | 0:1   | Австрия           |
| ----------- | ----- | ----------------- |
|             | Отчёт | Томас Флёгель 20′ |

| Австрия          | 1:1   | Испания          |
| ---------------- | ----- | ---------------- |
| Михаэль Баур 22′ | Отчёт | Рубен Бараха 27′ |

| Израиль                                                 | 3:1   | Босния и Герцеговина |
| ------------------------------------------------------- | ----- | -------------------- |
| Эяль Беркович 12′ · Йосси Абукасис 62′ · Янив Катан 76′ | Отчёт | Бруно Акрапович 48′  |

| Испания                                                                             | 5:0   | Лихтенштейн |
| ----------------------------------------------------------------------------------- | ----- | ----------- |
| Иван Эльгера 20′ · Гаиска Мендьета 36′, 82′ · Фернандо Йерро 55′ (пен.) · Рауль 67′ | Отчёт |             |

| Босния и Герцеговина | 1:1   | Австрия          |
| -------------------- | ----- | ---------------- |
| Сергей Барбарез 43′  | Отчёт | Михаэль Баур 61′ |

| Австрия                                     | 2:1   | Израиль                |
| ------------------------------------------- | ----- | ---------------------- |
| Михаэль Баур 9′ · Андреас Херцог 42′ (пен.) | Отчёт | Михаэль Баур 6′ (авт.) |

| Лихтенштейн | 0:3   | Босния и Герцеговина                         |
| ----------- | ----- | -------------------------------------------- |
|             | Отчёт | Сергей Барбарез 10′, 72′ · Альмедин Хота 89′ |

| Австрия                               | 2:0   | Лихтенштейн |
| ------------------------------------- | ----- | ----------- |
| Эдуард Глидер 44′ · Томас Флёгель 75′ | Отчёт |             |

| Испания                                                              | 4:1   | Босния и Герцеговина |
| -------------------------------------------------------------------- | ----- | -------------------- |
| Фернандо Йерро 26′ · Хави Морено 76′ · Рауль 89′ · Диего Тристан 90′ | Отчёт | Мирсад Бешлия 41′    |

| Лихтенштейн | 0:3   | Израиль                                       |
| ----------- | ----- | --------------------------------------------- |
|             | Отчёт | Хаим Ревиво 3′ · Идан Таль 7′ · Ави Нимни 18′ |

| Израиль        | 1:1   | Испания   |
| -------------- | ----- | --------- |
| Хаим Ревиво 4′ | Отчёт | Рауль 63′ |

| Испания                                                                 | 4:0   | Австрия |
| ----------------------------------------------------------------------- | ----- | ------- |
| Диего Тристан 45′ · Фернандо Морьентес 79′, 84′ · Гаиска Мендьета 90+1′ | Отчёт |         |

| Босния и Герцеговина | 0:0   | Израиль |
| -------------------- | ----- | ------- |
|                      | Отчёт |         |

| Лихтенштейн | 0:2   | Испания                              |
| ----------- | ----- | ------------------------------------ |
|             | Отчёт | Рауль 19′ · Мигель Анхель Надаль 82′ |

| Австрия                 | 2:0   | Босния и Герцеговина |
| ----------------------- | ----- | -------------------- |
| Андреас Херцог 38′, 87′ | Отчёт |                      |

| Босния и Герцеговина                                                                        | 5:0   | Лихтенштейн |
| ------------------------------------------------------------------------------------------- | ----- | ----------- |
| Мухамед Конич 33′ · Элвир Балич 45′ (пен.), 82′ (пен.) · Нермин Шабич 69′ · Марио Додик 85′ | Отчёт |             |

| Израиль                 | 1:1   | Австрия              |
| ----------------------- | ----- | -------------------- |
| Шимон Гершон 55′ (пен.) | Отчёт | Андреас Херцог 90+1′ |

## Бомбардиры
4 гола
| - Андреас Херцог | - Рауль |

3 гола
| - Михаэль Баур - Элвир Балич | - Сергей Барбарез - Фернандо Йерро | - Гаиска Мендьета |

2 гола
| - Томас Флёгель - Хаим Ревиво | - Херард Лопес - Фернандо Морьентес | - Диего Тристан |

1 гол
| - Эдуард Глидер - Бруно Акрапович - Мирсад Бешлия - Марио Додик - Альмедин Хота - Мухамед Конич - Нермин Шабич | - Йосси Абукасис - Пини Балили - Эяль Беркович - Шимон Гершон - Янив Катан - Алон Мизрахи - Ави Нимни | - Идан Таль - Рубен Бараха - Хосеба Эчеберриа - Иван ЭЛьгера - Хави Морено - Мигель Анхель Надаль |

Автогол
| - Михаэль Баур (противник — Израиль) |

## Примечательные события
- Лучшим бомбардиром турнира стал Андреас Херцог с 4 мячами. В общей гонке бомбардиров европейской зоны его опередили сразу 27 человек.
- Сборная Лихтенштейна установила абсолютный антирекорд, проиграв все восемь матчей и не забив ни одного гола.
- «Сантьяго Бернабеу», стадион мадридского «Реала», впервые за 12 лет принял матч сборной Испании[1].
- На играх с участием сборной Израиля были предприняты повышенные меры безопасности в связи с риском возможных террористических атак со стороны палестинцев:
  - Матч против Лихтенштейна 2 июня 2001 года начался с минуты молчания в память о жертвах теракта у дискотеки «Дольфи»[2].
  - Матч между Израилем и Австрией должен был состояться 7 октября 2001 года, однако после авиакатастрофы Ту-154, случившейся 4 октября, и возможной угрозы терактов со стороны палестинцев, матч пришлось отложить на 27 октября[3][4]. Из-за серьёзных сомнений в обеспечении безопасности на матче сразу девять игроков основного состава австрийской сборной не поехали в Израиль[5]. Сама игра ознаменовалась массовыми беспорядками, в ходе которых израильтяне устроили серию потасовок с австрийцами и закидали кабину комментаторов из Австрии посторонними предметами[6].